# José Vives
Josep o José Vives Gatell (Vilabella, 11 de enero de 1888-Barcelona, 12 de mayo de 1978) fue un sacerdote arqueólogo, epigrafista, historiador, medievalista, liturgista, bibliógrafo y bibliotecario español.

## Biografía
A los once años, en 1899, marchó de su pueblo natal para matricularse en el colegio de San Antón de los Padres Escolapios de Barcelona. Se formó en los seminarios de Tarragona y Barcelona, donde leyó en catalán la poesía completa de Jacinto Verdaguer y se aficionó a componer versos en catalán y en latín, que leía en festividades sacras o publicaba en una revista belografiada del seminario. Se ordenó sacerdote en 1913; se licenció en Derecho (1917) y en Teología (1919) en la Universidad de Barcelona, pero se doctoró en Filosofía y Letras y en Derecho en la Universidad de Madrid, donde aprovechó para estudiar sánscrito y ampliar sus conocimientos de árabe, hebreo y filología románica. Su tesis doctoral en Letras fue Juan Fernández de Heredia, gran maestre de Rodas (1927). Por otra parte, en la Universidad de Barcelona Luis Segalá le transmitió el gusto por la antigüedad griega y latina; Francisco Barjau, la afición a las lenguas semíticas; y Antonio Rubió y Lluch, de quien fue particular amigo, y su hijo Jorge Rubió y Balaguer, el culto por las literaturas hispánicas.
En 1925 empezó a colaborar en la revista Analecta Sacra Tarraconensia, de la que más tarde dirigirá cuarenta y siete volúmenes y a la que añadió la Bibliografía hispánica de ciencias histórico-eclesiásticas (1925-1952). Desde 1927 ocupó el cargo de bibliotecario en la Biblioteca Balmes de Barcelona.
Durante la Guerra Civil (1936-1939) evadió la persecución religiosa y continuó sus estudios en Friburgo y Berlín, en pleno auge nacionalsocialista. En Madrid, fundado en 1939 el Consejo Superior de Investigaciones Científicas (CSIC), fue nombrado director de la delegación de Barcelona y fue nombrado colaborador de la Escuela de Estudios Medievales. Inició estudios bibliográficos sobre lengua y literatura catalanas en 1928 y publicó diferentes textos de literatura catalana medieval. Presidió la Sociedad Catalana de Estudios Litúrgicos desde 1970. 
Desde 1948 dirigió también Hispania Sacra, donde publicó especialmente artículos de hagiografía. También colaboró en El Missatger del Sagrat Cor / El Mensajero del Sagrado Corazón de Jesús ayudando a su director y amigo, Ramón Martí. Tal revista fue fundada en 1923 como ampliación del «Foment de Pietat» de la Biblioteca Balmes, de la que ya se ha dicho fue bibliotecario desde 1927. No cabe olvidar tampoco su Bibliografía de lengua y literatura catalana, que hizo salir de 1929 a 1931. Estuvo vinculado a diversos patronatos del CSIC: el Instituto Francisco Suárez de Teología y Sagrada Escritura; el Instituto San Raimundo de Peñafort de Derecho canónico y el Instituto Santo Toribio de Mogrovejo, de Misionología. Pero se vinculó más estrechamente al Instituto Enrique Fórez de Historia Eclesiástica fundado después, en 1945. Allí fundó la colección Concilios visigóticos e hispanorromanos, que editaba cada uno en versión bilingüe, pero fundado en un solo manuscrito, sin pretender que fueran ediciones críticas exhaustivas. Promovió desde este Instituto cursillos intensivos de verano para formar archiveros y bibliotecarios eclesiásticos. El primero se organizó en Pamplona (1944); otro en León (1950); el último se profesó en Barcelona, en la Biblioteca Balmes, durante el verano de 1955. Varios obispos enviaban a estos cursillos alumnos que después dirigieron centros archivísticos de las respectivas diócesis. En ocasión de estos cursillos el doctor Vives publicó en 1957 el opúsculo Esquemas de Metodología, que se convirtió enseguida en obra de gran utilidad para la iniciación en los estudios históricos de todas las ciencias eclesiásticas. Asimismo asumió la tarea de confeccionar un Diccionario de Historia Eclesiástica de España con la colaboración del catedrático de paleografía y medievalista padre Tomás Marín Martínez y del jesuita Quintín Aldea Vaquero. 
En 1940 se le nombró miembro correspondiente del Archaologisches Institut des Deutschen Reiches / Instituto Arqueológico del Imperio Alemán y en ese mismo año fue elegido miembro numerario de la Real Academia de Buenas Letras de Barcelona, donde ingresó el 14 de noviembre de 1943 con el discurso San Dámaso, papa español y los mártires. Presidió la sección histórica del Congreso Eucarístico diocesano de Barcelona (1944), también en las Jornadas de Glorificación de los Santos Barceloneses (Barcelona, 1948).
En 1949 fue nombrado comisario correspondiente de la Comisión Pontificia de Arqueología Cristiana y de la Asociación de los Arqueólogos Portugueses. La Universidad de Friburgo de Brisgovia le nombró doctor honoris causa en teología (1950). Su discurso versó sobre el renacimiento de la literatura histórica en España en los años cuarenta.
Viajó mucho no solo por Europa y el Norte de África, sino también toda España; como preceptor de los hijos de una familia distinguida, en el verano de 1910 visitó la Exposición Universal de Bruselas y las ciudades belgas de Lovaina, Bruselas, Brujas y Ostende, con estancias en París, Vichy, etc.; en 1911 viajó a Viena para asistir al Congreso Eucarístico internacional, con estancia en Múnich; en el de 1912 pasó una larga temporada en las regiones suizas de Ginebra, Berna y, particularmente, en Lucerna y el Lago de los Cuatro Cantones. En 1951 participó en el Primer Congreso Internacional de Patrología, celebrado en Oxford y leyó una comunicación sobre “La literatura patrística en España durante los últimos lustros”. En el Congreso Internacional de Ciencias Históricas celebrado en Estocolmo, en 1960, recibió el nombramiento de directivo de la Commission internationale d’histoire ecclésiastique comparée. El papa Pablo VI lo mombró prelado doméstico (8-I-1964). Cuando en 1968 se creó la Institución Milá y Fontanals de investigación en Humanidades, José Vives, como delegado del CSIC en Barcelona, se convirtió en el primer director de esta institución, hasta que fue sustituido por Mariano Bassols de Climent. 
Escribió no solo artículos científicos sobre historia, sino también de divulgación, dispersos entre revistas nacionales y extranjeras. En 1964 recibió la Gran Cruz de la Orden Civil de Alfonso X el Sabio. Entre sus amigos y colaboradores en España se encontraban los clérigos e historiadores Ángel Fábrega Gráu, Tomás Marín Martínez, Quintín Aldea Vaquero, Luis Brou, Jacinto Agustí y Casanovas, Pedro Voltes Bou o Gonzalo Martínez.

## Obras
- Flors i Estampes. Poesies Barcelona: Altés, 1919.
- Juan Fernández de Heredia, gran maestre de Rodas: vida, obras, formas dialectales, 1923.
- Notas para el estudio de D. Juan Fernández de Heredia, 1924.
- L'església en començar el segle IV, Biblioteca Balmes, 1926.
- Juan Fernández de Heredia, Gran Maestre de Rodas, Barcelona, Editorial Balmes, 1927.
- Bibliografia de llengua i literatura catalana, 1930.
- "Die Inschrift an der Brücke von Mérida und der Bischof Zenon", en Sonderabdruck aus der Röm. Quartalschrift, vol. XLVI, núm. 1-2, 1930.
- Acta et summarium concilii ephesini in condice barcinonensi contenta. Biblioteca Balmes, 1931.
- Aureli Prudenci, 1936.
- Revistas españolas de ciencias históricas: guía del investigador, 1937.
- Bibliografía hispánica de ciencias histórico-eclesiásticas: Bibliografía de 1935-1939, Parte 9. Balmesiana (Biblioteca Balmes), 1941.
- Inscripciones cristianas de la España romana y visigoda, Barcelona, Editorial Balmes, 1942.
- Oracional visigótico. Edición crítica por el Dr. D. José Vives. Estudio paleográfico de los códices por el Dr. D. Jerónimo Claveras; Barcelona, Consejo Superior de Investigaciones Científicas (CSIC), 1946.
- Antifonario visigótico mozárabe de la catedral de León edición del texto, notas e índices por Don Luis Brou y el Dr. José Vives (Barcelona-Madrid: CSIC, 1959).
- Esquemas de metodología histórico-eclesiástica, Barcelona, CSIC, 1947.
- "Estudio y descripción de Roma", en la ed. de Marcos Jiménez de la Espada de Pero Tafur, Andanças e viajes de un hidalgo español. Pero Tafur, 1436-1439 Barcelona: Balmesiana, 1947.
- Dir. del Manual de cronología española y universal redactado por Jacinto Agustí y Casanovas y Pedro Voltes Bou, Madrid, CSIC, 1952.
- Las Inscripciones de las Catacumbas (En: La Tumba de San Pedro y las Catacumbas Romanas por Engelbert Kirschbaum, Eduard Junyent, Josep Vives). Madrid: BAC, 1954.
- Exposición Medieval del "Pater Nostre" en traducción Catalana de Fray Antonio Canals, Balmesiana, 1955.
- San Isidoro, nuestro maestro, y su biblioteca, discurso en el CSIC de Barcelona, leído el 4 de abril de 1956 (Barcelona: CSIC, 1956).
- Cómo se publica una revista científica, 1957.
- Los Santos de Barcelona (Comisión histórica de las jornadas de glorificación de los Santos Barceloneses). Son del Dr. Vives: San Paciano, pp. 49-58 y San Olegario, pp. 61-71 (B: Ed. Balmes, 1958). Traducción catalana (B: Ed. Balmes, 1979): Sant Pacià, pp. 31-38 y Sant Oleguer, pp. 39-47.
- Un llegendari hagiogràfic català: (Ms. Ripoll 113). IEC, 1962.
- Con Tomás Marín Martínez y Gonzalo Martínez Díez, Concilios visigóticos e hispano-romanos, Barcelona-Madrid, CSIC, 1963.
- Normas de Metodología para el trabajo científico, extracto de «Esquemas de Metodología» (Madrid: Inst. E. Flórez, 1967).
- Inscripciones latinas de la España Romana. Antología de 6.800 textos, Barcelona, Universidad, Departamento de Filología, vol. I, 1971; vol. II, 1972.
- Con Quintín Aldea Vaquero y Tomás Marín Martínez (dirs.), Diccionario de Historia Eclesiástica de España, Madrid, CSIC, Instituto Enrique Flórez, 1972-1987, 5 vols.
- Inscripciones leonesas postvisigóticas, León: Centro de Estudios e Investigación "San Isidoro", Consejo Superior de Investigaciones Científicas, Patronato José María Quadrado, 1974.